# David Landau (journalist)
Maurice David Landau, född 22 juni 1947 i London, död 27 januari 2015 i Israel, var en brittisk-israelisk journalist. Han var chefredaktör för Haaretz 2004–2008 och ansvarig utgivare för Haaretz engelskspråkiga upplaga då den startades år 1997.